# Geelwangbekarde
De geelwangbekarde (Pachyramphus xanthogenys) is een zangvogel uit de familie Tityridae.

## Verspreiding en leefgebied
Deze soort komt voor van Colombia tot Peru en telt twee ondersoorten:
- P. x. xanthogenys: zuidelijk Colombia en oostelijk Ecuador.
- P. x. peruanus: centraal Peru.

## Status
De grootte van de populatie is niet gekwantificeerd maar de soort wordt omschreven als schaars en met een versnipperde verspreiding. Op de Rode lijst van de IUCN heeft deze soort de status niet bedreigd.